# 疾風のように
『疾風のように』（はやてのように）は、『NHKドラマ館』で1999年10月2日に放送された単発ドラマ。

## 解説
主人公・水島一樹（森田剛）は大学受験にすべて落ち、卒業式ではずっと思いを寄せていた同級生に告白するもフラれ、挫折をあじわう。そして春からは浪人生となり予備校に通う日々。しかし何のために勉強するのか目標も熱中できるものも見つからない自分にいらだち、勉強に身が入らない鬱屈とした毎日を過ごしていた。そんなある日、街中を自転車で颯爽と駆けぬけるメッセンジャー（自転車便）の姿に心ひかれた一樹は、自分もメッセンジャーのアルバイトを始める。

## キャスト
- 水島一樹 - 森田剛（V6）
- 藤田滋 - 内野聖陽
- 小市慢太郎
- 左とん平
- 国生さゆり
- 野波麻帆
- キムラ緑子
- 水川あさみ

## スタッフ
- 脚本 - マキノノゾミ
- 演出 - 加藤拓
- 音楽 - 川崎真弘